# Liesbeth van Erp
Liesbeth van Erp (Valkenswaard, 1953) is een Nederlandse schrijfster, woonachtig in Den Haag.
Zij vormt samen met Ciel Heintz het schrijversduo Liza van Sambeek. Zij schreven in 2003 de roman Zadelpijn en ander damesleed onder dit pseudoniem.
Liesbeth van Erp is getrouwd en heeft een zoon en dochter.

## Biografie
Liesbeth van Erp is geboren in 1953 in Valkenswaard. Na het gymnasium ging ze Geneeskunde studeren in Nijmegen. Ze werkte in een ziekenhuis in Den Haag als assistent en gynaecoloog.
Ze adviseert sinds 2003 ziekenhuisbesturen, zorgverzekeraars en overheidsinstellingen over onder meer hun bedrijfsstrategie. Ze richtte De Praktijk, ondernemers in zorg op.
In 2003 verscheen Zadelpijn en ander damesleed. Van Erp schrijft ook liedjes.